# Reuben Brown
Reuben Brown (Washington D.C., 1 december 1939 - aldaar, 10 januari 2018) was een Amerikaanse jazzpianist en componist.

## Biografie
Brown bezocht de McKinley High School. Een van zijn schoolvrienden was Billy Hart. Als hoofdberoep was hij werkzaam aan het National Institutes of Health als wetenschappelijk onderzoeker. Daarnaast trad hij op in jazzclubs als One Step Down. In 1976 nam hij met Richie Cole het gezamenlijke album Starburst op bij Adelphi Records, met onder andere Marshall Hawkins (bas) en Bernard Sweetney (drums). Hij was ook betrokken bij opnamen van Allen Houser (Live 1974), Ron Holloway (Slanted, 1993), Buck Hill en Winard Harper (Be Yourself, 1994). In 1994 was hij met het Buck Hill Quartet te gast tijdens het North Sea Jazz Festival. In hetzelfde jaar ontstond het soloalbum Blue and Brown en in triobezetting met Rufus Reid en Billy Hart de opname Ice Scape bij SteepleChase Records, waarop Brown standards vertolkte als Mack the Knife, A Night in Tunisia en Lush Life.
Kort daarna kreeg Brown een beroerte, die een einde maakte aan zijn carrière. Tijdens een benefietconcert in de Oostenrijkse ambassade in 1995 speelden Billy Hart, Winard Harper (die ook composities van Brown had opgenomen), George Coleman, Buster Williams, Barry Harris, Cecil McBee, Steve Novosel, Claudio Roditi, James Williams en Lisa Rich. Op het gebied van de jazz was hij tussen 1974 en 1994 betrokken bij elf opnamesessies.

## Overlijden
Reuben Brown overleed in januari 2018 op 78-jarige leeftijd.
- Library of Congress Control Number: no2003033850
- Virtual International Authority File: 68615514
- WorldCat: E39PBJr7QmpwXmBQR6t7kJF3Qq